# I’ll Be Lovin’ U Long Time
I’ll Be Lovin’ U Long Time jest piosenką skomponowaną przez Mariah Carey, DJ Toomp’a, Marka DeBarge’a oraz Johnsona i Etterlenea Jordan na jedenasty album studyjny Mariah Carey, E=MC². Mariah i DJ Toomp są także producentami tego utworu, który został trzecim singlem promującym album artystki. Oficjalną wersją singla jest wersja albumowa i remix, w którym Mariah towarzyszy raper T.I.

## Informacje
„I’ll Be Lovin’ U Long Time” jest piosenką utrzymaną w średnim tempie, która wzoruje się na „Stay With Me” DeBargela. Piosenka jest odniesieniem do zwrotu „me love you long time”, które było powiedziane przez Da Nang Hooker w „Full Metal Jacket”, które później zostało zapożyczone w piosence 2 Live Crew „Me So Horny”. Ale Carey „poprawiła gramatykę, więc sens się zmienił”.

## Recenzje
Recenzje dla „I’ll Be Lovin’ U Long Time” były przeważnie pozytywne. Fox News Channel stwierdził, że piosenka „dodaje wystarczająco nowego zwrotu, by stworzyć najbardziej nieuchwytną rzecz ze wszystkich: radiowy hit”. Remix został oceniony przez „Blender”, który zauważył, że piosenka jest „późnym, wspaniałym wstępem do 'Song of the Summer Sweepstakes'”. „Entertainment Weekly” uznał, że piosenka „nigdy nie traci swojego pełnego wyrazu ducha”, podczas gdy „AllMusic” stwierdził, że piosenka „ma lekkość, której E=MC² tak bardzo brakuje”. Na swojej stronie internetowej „The Republican” nazwał „I’ll Be Lovin’ U Long Time” piosenką: „która jest stworzona dla miasta hitów”. „Pitchfor Media” uznał, że „swobodny rytm, synkopowane pianino, sporadycznie ukazujące się struny i przyjemny wers T.I. czyni „I’ll Be Lovin’ U Long Time” miłą przerwą na oddech między słuchaniem w kółko „Love In This Club”. „US Weekly” stwierdził, że „przemęczająca duszę” piosenka będzie prawdopodobnym numerem jeden.
Podczas prapremiery E=MC², MTV opisało singiel jako „radosne igraszki”, podczas gdy „VH1” opisało piosenkę jako „czystą i pełną radość oraz stuprocentowe dobre samopoczucie” i to była „pierwsza piosenka, która jest pracą niepowstrzymanego geniuszu pop.
„Slant Magazine” stwierdził, że piosenka jest „wszystkim, czego pragniesz” i pokazuje „Mariah równocześnie w niedorzeczny sposób i patologicznie wolny od ironii i samoświadomości”. Określił muzykę jako „krzyżówka hymnu podczas uroczystości wręczania świadectw i piosenki tytułowej serialu familijnego z wczesnych lat 80. i stwierdził, że zaproszenie Dj Toomp’a do produkcji tej piosenki było »uderzeniem geniuszu«. Także, w swojej recenzji E=MC², „Los Angeles Times” napisał, że „I’ll Be Lovin’ U Long Time” jest testem Carey swoich „rejestrów i dynamiki” i że „jej śpiewanie jest tak bezpośrednie, zaniżone i nieolśniewające, że jest prawie szokujące – jak zobaczenie divy bez makijażu”.

## Promowanie
Po raz pierwszy Mariah wykonała ten utwór 30 maja w Japonii podczas gali „MTV Music Awards Japan”, gdzie wówczas promowała album E=MC².
Singiel „I’ll Be Lovin’ U Long Time” został wysłany do amerykańskich stacji radiowych: urban, rhythmic-crossover i pop 1 lipca 2008 r. Tego samego dnia został wydany na iTunes remix utworu z T.I.
Piosenka ta została również wykorzystana w filmie Nie zadzieraj z fryzjerem, w którym Carey zagrała niewielką rolę, wcielając się w samą siebie.
Artystka promowała singiel podczas występu w programie „Jimmy Kimmel Live!” oraz w czasie Summer Krush Mini-Concert 31 lipca 2008 r. Po raz kolejny Mariah wykonała „I’ll Be Lovin’ U Long Time” 4 sierpnia 2008 podczas gali Teen Choice Awards.

## Remix
11 lipca 2008 został ogłoszony konkurs na remix piosenki, który rozpoczął się 15 lipca 2008 r. „Indaba Music” stwierdził, że melodia piosenki będzie dostępna na ich stronie internetowej dla osób remiksujących. Wygrany miał otrzymać 5000 dolarów z szansą, że jego remix będzie oficjalnie wydany.

## Teledysk
Po zakończeniu promowania albumu w ⁣⁣Japonii⁣⁣ Mariah udała się na Hawaje, gdzie od 8 do 10 czerwca 2008 r. nakręciła teledysk do singla. Reżyserem klipu jest Chris Applebaum. Teledysk zaczyna się wstępem T.I. przeplatanym scenami, w których Mariah pływa z delfinami. Ukazane są również elementy krajobrazu Hawajów. Następnie pokazana jest Mariah śpiewająca i tańcząca, na tle wichrujących palm. Pokazywane są także urywki, w których ubrana w złoty kostium kąpielowy tarza się na piasku. W kolejnej części klipu Carey występuje w czarnych stroju kąpielowym wśród skał, a następnie ubrana w koszulkę i krótkie spodenki tańczy w otoczeniu tancerzy w altanie. Później pokazany jest T.I. wśród dżungli oraz Mimi ubrana w czarny kostium kąpielowy wśród złocistych wód. Teledysk zakończony jest scenami, gdy piosenkarka pływa z delfinami.
Premiera teledysku miała miejsce 3 lipca 2008 r. o godzinie 6:00 na kanale BET’s 106 & Park, a 10 lipca 2008 r. pojawił się na iTunes.
Przez 17 dni klip był numerem 1 na liście BET’s 106 & Park Top 10 Live. Trafił również na miejsce 1. brytyjskiego notowania MTV Base Chart, a 2. pozycję zajął na MTV Asia Chart Attack.
Na liście „Billboard Hot Video Track” dotarł do 5. pozycji.

## Wydania oficjalne singla
- Wersja albumowa (3:01)
- Wersja radiowa (3:11)
- Wersja instrumentalna (3:11)
- Oficjalny Remix Featuring T.I. (3:50)
- Remix Featuring LL Cool J (3:26)

## Data wydania
| Region            | Data             | Format                    |
| ----------------- | ---------------- | ------------------------- |
| Japonia           | 31 maja 2008     | Digital download, Airplay |
| Stany Zjednoczone | 1 lipca 2008     | Digital download, Airplay |
| Europa            | Lipiec 2008      | Airplay                   |
| Francja           | 12 sierpnia 2008 | Vinyl                     |
| Włochy            | 1 września 2008  | Airplay                   |
| Wielka Brytania   | 11 sierpnia 2008 | Digital download          |
| Wielka Brytania   | 15 września 2008 | Vinyl                     |
| Australia         | 15 września 2008 | Airplay                   |
| Brazylia          | Październik 2008 | Airplay                   |

## Listy przebojów
| Kraj              | Lista przebojów (2008)          | Pozycja |
| ----------------- | ------------------------------- | ------- |
| Estonia           | Airplay Chart                   | 21      |
| Francja           | Airplay Top 100                 | 45      |
| Holandia          | Singles Chart                   | 148     |
| Japonia           | Hot 100 Singles                 | 27      |
| Kanada            | Canadian Hot 100                | 69      |
| Litwa             | Airplay Chart                   | 38      |
| Nowa Zelandia     | Airplay Chart                   | 41      |
| Panama            | Airplay Chart                   | 38      |
| Słowacja          | Airplay Chart                   | 39      |
| Stany Zjednoczone | Billboard Hot 100               | 58      |
| Stany Zjednoczone | Billboard Hot R&B/Hip-Hop Songs | 36      |
| Stany Zjednoczone | Billboard Pop 100               | 50      |
| Stany Zjednoczone | Billboard Hot 100 Airplay       | 28      |
| Stany Zjednoczone | Billboard Rhythmic Top 40       | 16      |
| Stany Zjednoczone | ARC Weekly Top 40               | 26      |
| Wielka Brytania   | UK Singles Chart                | 84      |
| Wielka Brytania   | UK Airplay Chart                | 8       |
| Włochy            | Singles Chart                   | 60      |
| Europa            | European Hot 100 Airplay        | 32      |

## Sprzedaż i certyfikaty
| Kraj              | Sprzedaż | Certyfikat |
| ----------------- | -------- | ---------- |
| Stany Zjednoczone | 175 000+ | –          |
| Wielka Brytania   | 5000+    | –          |
| Świat             | 215 000+ | –          |